# Petit-duc de la Réunion
Otus grucheti
Espèce
Synonymes
- Mascarenotus grucheti Mourer-Chauviré, Bour, Moutou & Ribes, 1994[1]

Statut de conservation UICN

 EX  : Éteint
Le Petit-duc de la Réunion (Mascarenotus grucheti, anciennement Mascarenotus grucheti) est une espèce éteinte  d'oiseaux de la famille des Strigidae. Elle était autrefois endémique de l'île de La Réunion, dans l'océan Indien.
L'existence de ce rapace nocturne, un petit-duc, jamais mentionné dans les textes anciens, n'est attestée que par des restes fossiles découverts lors de recherches ostéologiques menées en 1988 dans la grotte de l'Autel, à Saint-Gilles.
On pense que son extinction a eu lieu au moment de la colonisation de l'île, relativement tôt, au XVIIe siècle. Quelques hululements entendus à l'occasion dans des ravines peu accessibles des Hauts de l'île entretiennent toutefois une thèse contraire, mais elle n'a que peu de valeur scientifique.
Une espèce proche existait à l'île Maurice, le Petit-duc de Maurice (Otus sauzieri), ainsi qu'une autre à Rodrigues, le Petit-duc de Rodrigues (Otus murivorus). Ces trois espèces formaient le genre disparu Mascarenotus mais le 20 janvier 2021, lors de la mise à jour 11.1 de sa classification de référence, l'Union internationale des ornithologues a décidé de placer ces trois espèces dans le genre Otus comprenant déjà la majorité des Petit-ducs.

## Systématique
L'espèce Otus grucheti a été décrite en 1994 par les biologistes français Cécile Mourer-Chauviré, Roger Bour (d), François Moutou (d) et Sonia Ribes-Beaudemoulin.

## Noms vernaculaires
Cette espèce a été appelée Hibou de Gruchet, Chouette de La Réunion, Hibou de La Réunion, Chevêche de la Réunion ou encore Petit-duc de Gruchet.

## Étymologie
Son épithète spécifique, grucheti, ainsi que certains de ses noms vernaculaires, lui ont été donnés en l'honneur de Harry Gruchet (d) (1931-2013), conservateur du muséum d'histoire naturelle de Saint-Denis à la Réunion. Il est notamment connu pour s'être intéressé à la faune disparue de l'île et d'avoir eu l'idée, avec Philippe Kaufmant, de rechercher des restes fossiles dans les marais de l'Ermitage (d).

## Publication originale
- Cécile Mourer-Chauviré, Roger Bour, François Moutou et Sonia Ribes, « Mascarenotus nov. gen. (Aves, Strigiformes), genre endémique éteint des Mascareignes et M. grucheti n. sp., espèce éteinte de La Réunion », Comptes rendus de l’Académie des sciences, Paris, Académie des sciences, inconnu et Gauthier-Villars, vol. 318,‎ 1994, p. 1699-1706 (ISSN 0249-6321, 2419-7610, 0001-4036 et 2419-6304, OCLC 07029828 et 1124612, BNF 34348108, lire en ligne).